# Kameanece, Novoarhanhelsk
Kameanece (în ucraineană Кам`янече) este o comună în raionul Novoarhanhelsk, regiunea Kirovohrad, Ucraina, formată numai din satul de reședință.

## Demografie
Componența lingvistică a comunei Kameanece
     Ucraineană (97,78%)
     Rusă (1,92%)
     Alte limbi (0,12%)
Conform recensământului din 2001, majoritatea populației comunei Kameanece era vorbitoare de ucraineană (97,78%), existând în minoritate și vorbitori de rusă (1,92%).